# 魚沼病院
新潟県厚生連魚沼病院（にいがたけんこうせいれんうおぬまびょういん）は、新潟県小千谷市にあった医療機関。新潟県厚生農業協同組合連合会（JA新潟厚生連）が運営していた病院である。
2017年4月に公益財団法人小千谷総合病院と統合し、JA新潟厚生連が新たに小千谷総合病院を開設した。

## 沿革
- 1934年9月 - 小千谷市青年同志会による医療組合病院設立運動が起こり、準備に着手。
- 1937年6月 - 小千谷市郷医療利用組合連合魚沼病院として開設（病床30床）。開院記念日昭和12年6月6日。
- 1938年12月 - 本町に移転。病床60床
- 1943年4月 - 新潟県信用販売購買利用組合に合併。
- 1944年1月 - 新潟県農業会に経営移行。
- 1947年6月 - 新潟県指導連に改編。
- 1947年6月 - 一般病床112床に変更。
- 1948年5月 - 新潟県厚生農業共同組合連合会（JA新潟厚生連）に改編。
- 1949年3月 - 一般病床175床に変更。
- 1949年4月 - 准看護婦養成所併設（1953年3月31日廃止）。
- 1957年3月 - 病床180床になる。（一般153床、結核23床）
- 1959年5月 - 総合病院となる。
- 1961年4月 - 新潟県厚生連魚沼准看護婦養成所を開設（1972年3月31日廃止）
- 1963年1月 - 一般153床、結核0床に変更。
- 1963年3月 - 小千谷市委託病棟、厚生連の所有になる。
- 1963年6月 - 魚沼総合病院廃止。
- 1963年7月 - 移転新築竣工、病床153床。
- 1964年5月 - 一般病床163床に変更。
- 1992年6月 - 一般病床210床に変更。
- 1994年10月 - 一般病床199床に変更。
- 1999年4月 - 療養病棟開設。一般131床、療養60床
- 2000年3月 - 訪問看護ステーション「うおぬま」開設。
- 2007年6月 - 療養を一般病棟に切り替え。一般191床
- 2017年4月 - 公益財団法人小千谷総合病院と統合し、小千谷総合病院を開設。

## 外来
- 内科
- 小児科
- 外科
- 婦人科
- 整形外科
- 脳神経外科
- 耳鼻咽喉科
- 眼科
- 皮膚科
- 泌尿器科
- 血管外科
- 胸部外科

## 交通アクセス
- 越後交通土川バス停・城内町バス停から徒歩約5分。
- 関越自動車道小千谷ICから車で約5分。
- JR東日本上越線小千谷駅より徒歩約30分。

## 付属施設
小千谷市岩沢1003に岩沢診療所がある。診療科は内科のみ。無床。